# Setor O
O Setor O é um setor da região administrativa de Ceilândia, no Distrito Federal. Compreende as quadras QNO 01 a 20, além de entrequadras (EQNO), sendo que as quadras QNO 16 a 20 fazem parte da Expansão do Setor O. Limita-se com o Condomínio Agrícola Privê Lucena Roriz a norte, o Setor de Indústria e o Setor de Materiais de Construções a oeste, o Setor Q a sudoeste, o Setor P, o Setor N e o Setor M a sul.

## Geografia
Localizado às margens da BR-070, que liga Brasília a Águas Lindas de Goiás, é um lugar de fácil acesso. Ao entardecer pode-se ver o sol se pôr sobre o lago formado pela barragem do Rio Descoberto, a 2km da região, onde se pode desfrutar de várias nascentes e córregos protegidos pelo Ibama.
Com construção habitacional e crescimento feitos de forma organizada, segue um rigoroso sistema de quadras e conjuntos, tornando-se assim um local fácil para busca de endereços.
De forma planejada foram feitos todas suas entrequadras, tornando o comércio de acessível e de grande variedade, com supermercados, farmácias, agências de automóveis, escritórios imobiliários, escritórios de advocacia, floriculturas, setor de oficinas e indústria, um Centro Olímpico ( QNO 09 ) e Possui um Parque Recreativo ( QNO 06 ).
Dispõe de 9 estabelecimentos de ensino público, desde a Educação Infantil ao Ensino Médio (incluindo o CAIC), tendo neste segmento uma escola-referência para a comunidade, o Centro de Ensino Médio 9 ( EQNO 3/5), conhecido popularmente como "Duque", que conta com a biblioteca Maria Marly da Cunha Gomes, em homenagem a importante professora e diretora da instituição.
Possui uma movimentação bastante elevada de transporte coletivo, visto dispor de um terminal rodoviário, com destino a quase todas as regiões administrativas do Distrito Federal, com exceção de Sobradinho e Planaltina. Algumas linhas, por não terem muitos passageiros, só passam em dias úteis, de manhã cedo, e só voltam no início da noite. O terminal de transporte coletivo e sua garagem são um dos maiores do Distrito Federal, e estão em um local privilegiado, pois, com a conclusão da Obra da Estação de Metrô Terminal Ceilândia, seus moradores poderão utilizá-lo andando em média 500m a 1km para utilizá-lo. Também mais conhecido como setoró.

## História
Teve sua construção iniciada em 1976, na porção setentrional de Ceilândia. Em 2012 era composto por 11 quadras residenciais (QNO 01 a 15) e quatro “áreas especiais” (QNO 08, 10, 12 e 14) e tinha uma população estimada em cerca de 60 mil habitantes.